# ベニー松山
ベニー松山（ベニーまつやま、1967年7月26日 - ）は、東京都新宿区出身の小説家、ゲームシナリオライター、ゲームライター。早稲田大学第一文学部文芸専修卒。

## 経歴
大学在学中の1986年、「TOMMY」のペンネームでパソコン雑誌『マイコンBASICマガジン』（電波新聞社）のライターとしてデビュー。「ベニー松山」名義は、1987年にゲーム雑誌『ファミコン必勝本』（JICC出版局/現・宝島社）で『プロゴルファー猿』のゲーム攻略記事を担当した際、他社の雑誌と同じペンネームを使用できない事情から、同作の登場人物である紅蜂に因んで考案された。
コンピュータRPG『ウィザードリィ』のエヴァンジェリストとして知られ、1988年には『ウィザードリィ』を元にした小説『隣り合わせの灰と青春』を上梓。以降も同シリーズの小説や外伝のゲームシナリオを手がける。
1989年、編集プロダクション「スタジオベントスタッフ」の設立に参加、同社取締役に就任。同社のゲーム攻略本「アルティマニア」シリーズ、「解体真書」シリーズでは、シナリオや小説パートを担当している。

## 人物
『マイコンBASICマガジン』では、TOMMYとしてゲームの紹介記事や、読者投稿コーナー「読者の闘技場」の師範代を担当。しかし1990年以降は、同誌でもベニー松山名義となる。なお、TOMMYとベニー松山が同一人物であることは、同誌創刊200号となった1999年2月号の編集後記ページ「Final Stage」にて明かされた。
『マイコンBASICマガジン』1991年1月号より、「俺を信じてコレを買え」コーナーを連載。同連載は幾度もコーナー名を変えながら継続し、同誌の休刊後もスタジオベントスタッフ公式サイト内「個人の部屋」に、「俺を信じてコレを買え Web版」として不定期連載を行っている。
トレーディングカードゲーム『マジック:ザ・ギャザリング』の初期からの愛好家でもあり、前述の「俺を信じてコレを買え」では約2年にわたり同作品を取りあげていた。
大学は四度の留年・4年の休学を経て、12年かけて30歳のときに卒業した。

## 主な著作

### 小説
- 『小説ウィザードリィ 隣り合わせの灰と青春』（JICC出版局、1988年11月）
  - 1998年12月に再刊版が集英社・スーパーファンタジー文庫より刊行
  - 2016年4月11日、Amazon Kindle版が幻想迷宮書店より配信開始
- 『不死王』 
  - 『ウィザードリィ小説アンソロジー』（JICC出版局、1991年9月発売、 絶版）収録。同書にはほかに「酔いどれの墓標」（佐山アキラ）、「女神ソルジーナ」（手塚一郎）も収録
  - 2016年5月1日、Amazon Kindle版が幻想迷宮書店より配信開始
- 『小説ウィザードリィII 風よ。龍に届いているか』（宝島社、1994年8月）
  - 2002年10月に再刊版が創土社より刊行。再刊版は上下巻構成となり、下巻には『不死王』が同時収録されている
  - 2016年7月11日、Amazon Kindle版が幻想迷宮書店より配信開始
- 『BASTARD!! 黒い虹』シリーズ（集英社・スーパーダッシュ文庫）
- 『司星者セイン』シリーズ（集英社・スーパーダッシュ文庫）
- 『ヒューズのクレイジー捜査日記』
  - 『サガ フロンティア裏解体真書』（アスペクト、1997年12月18日）収録
- 『終末をもたらす者 Beender』
  - 『サガ フロンティア2 アルティマニア』（デジキューブ、1999年6月18日）収録
  - 2006年7月20日に再刊版がスクウェア・エニックスより刊行。
- 『キミを呼ぶ指笛』
  - 『ファイナルファンタジーX アルティマニアΩ』（デジキューブ、2002年1月31日）収録
  - 2004年5月28日に再刊版がスクウェア・エニックスより刊行。
- 『極楽鳥花、永遠に咲く花』
  - 『アンリミテッド:サガ解体真書』（エンターブレイン、2003年3月28日）収録
- 『キミが呼ぶ指笛』
  - 『ファイナルファンタジーX-2 アルティマニアΩ』（スクウェア・エニックス、2004年2月13日）収録
- 『吟遊詩人は歌う』
  - 『ロマンシング サガ -ミンストレルソング- アルティマニア』（スクウェア・エニックス、2005年7月15日）収録
- 『星を巡る乙女』
  - 『ファイナルファンタジーVII アルティマニアΩ』（スクウェア・エニックス、2005年9月9日）収録
- 『霧晴れぬ廃都、遠吠えは巳まず』
  - 『ファイナルファンタジーXII アルティマニアΩ』（スクウェア・エニックス、2006年11月24日）収録
- 『夢見る繭、暁に堕つ』
  - 『ファイナルファンタジーXIII アルティマニアΩ』（スクウェア・エニックス、2010年9月30日）収録
- 『墜ちて修羅、鋼刃舞うは極夜の空』
  - PlayStation Vita用ゲーム『新釈・剣の街の異邦人 〜黒の宮殿〜』（エクスペリエンス、2016年7月21日）数量限定版同梱
  - 後に最終エピソードを加筆した販売版を単品発売（2017年4月25日）[2]
  - 2020年7月21日、Amazon Kindle版が幻想迷宮書店より配信開始
- 『ゆえに科人は辺獄に舞う』
  - ライトノベル『されど罪人は竜と踊る』シリーズの公式アンソロジー集『されど罪人は竜と踊る オルケストラ』（小学館ガガガ文庫、2018年1月18日）収録

### 攻略本
株式会社スタジオベントスタッフ公式サイト内、「個人の部屋」コンテンツにおける「ベニー松山　著作物」ページに書かれたタイトルのみを記載。
- 『ウルティマ 恐怖のエクソダス 完全必勝本』（JICC出版局、1987年10月）
- 『ウィザードリィのすべて』（JICC出版局、1989年8月）[3]
- 『ウィザードリィIIIのすべて』（JICC出版局、1990年7月）
- 『ウィザードリィ・外伝II　イマジネーションズガイドブック』（アスキー出版局、1993年1月）

### ゲームシナリオ
- 『ウィザードリィ・外伝II　古代皇帝の呪い』（アスキー）
  - 後に『ネザードメイン3』（サクセス）として携帯アプリにリメイク
- 『BASTARD!! -虚ろなる神々の器-』（セタ）
- 『ネザードメイン3』（サクセス）
- 『ヘブンストライク ライバルズ』（スクウェア・エニックス）
  - シナリオ監修担当
- 『インペリアル サガ』（スクウェア・エニックス）
- 『インペリアル サガ エクリプス』（スクウェア・エニックス）
- 『サガ フロンティア』リマスター版（スクウェア・エニックス）
  - ヒューズ編のシナリオ協力担当[4]
- 『エンバーストーリア』（スクウェア・エニックス）
- 『サガ フロンティア2』リマスター版（スクウェア・エニックス） 
  - リマスター版追加シナリオ担当[5]

### その他
- 『コミック版ウィザードリィ・外伝II 黄泉の覇王』（アスキー出版局）
  - 原作担当。作画は池上明子
- 『ウィザードリィCDドラマ1 〜ハースニール異聞〜』（バンダイ・ミュージックエンタテインメント）
  - ストーリー原案担当